# Panthalassa

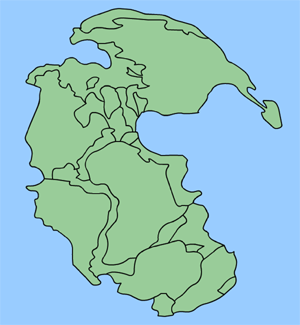
Đại dương màu lam nhạt bao quanh siêu lục địa Pangaea là Panthalassa.

Panthalassa (tiếng Hy Lạp cổ: πᾶν "tất cả" và θάλασσα "đại dương"), còn gọi là đại dương Panthalassa, hay Toàn Đại Dương theo Bách khoa toàn thư Việt Nam, là một đại dương rộng lớn bao quanh siêu lục địa Pangaea trong cuối đại Cổ Sinh và đầu đại Trung Sinh. Đại dương này bao gồm Thái Bình Dương (ngày nay) ở phía Tây và phía bắc cùng biển Tethys ở phía Đông Nam. Sau này Panthalassa đã trở thành Thái Bình Dương, hệ quả từ sự khép lại của lòng chảo Tethys và sự tan vỡ của lục địa Pangaea, vì lý do này nên Panthalassa còn thường được gọi là Cổ-Thái Bình Dương.
Trên bản đồ bên phải, đường xích đạo là đường đi qua (gần đúng) điểm mà tại đó các vùng đất thuộc các quốc gia/khu vực ngày nay là Tây Ban Nha, Maroc (Casablanca) và Boston giao nhau. Vùng đất rộng lớn ở phía Nam của đường xích đạo được gọi là Gondwana, còn vùng đất phía Bắc là Laurasia.

## Hình thành
Khoảng 900 triệu năm trước, trong lòng Rodinia các vết rạn ba nhánh đã được hình thành và cuối cùng chúng phát triển thành một vết nứt lớn. Vào khoảng 800 đến 700 triệu năm trước, siêu lục địa Rodinia đã bị tách đôi. Đây là một trong những sự kiện tách ra đáng chú ý nhất trong lịch sử Trái Đất, do nó mở rộng Panthalassa về phía tây của Laurentia, một vùng đất với lớp vỏ tương đối im lìm và sau này trở thành Bắc Mỹ. Ở miền tây của Laurentia, các hoạt động kiến tạo trước khi diễn ra vết nứt lớn này đã sinh ra các vết nứt không thành (aulacogen) và chúng che giấu các lòng chảo trầm tích lớn ở miền tây Laurentia. Một đại dương với tên gọi là Mirovia, khi đó đang bao quanh Rodinia, đã bắt đầu bị co lại do các đại dương Pan-Africa và Panthalassa bắt đầu mở rộng. Vào khoảng 650- 550 triệu năm trước, một siêu lục địa khác được hình thành, đó là Pannotia, nó có hình dạng giống như chữ "V". Bên trong chữ "V" là Panthalassa, còn bên ngoài nó là đại dương Pan-Africa và phần còn sót lại của Mirovia.
Phần lớn lòng chảo đại dương và lớp vỏ đại dương của Panthalassa đã bị sụt xuống dưới mảng kiến tạo Bắc Mỹ và mảng kiến tạo Á-Âu. Các phần còn sót lại của mảng kiến tạo đại dương Panthalassa có thể là các mảng kiến tạo Juan de Fuca, Gorda, Cocos và Nazca, tất cả bốn mảng này đều là một phần của mảng kiến tạo Farallon. Thái Bình Dương đã ra đời từ Panthalassa sau khi siêu lục địa Pangaea bị tách ra.